# Meridiano 30 este
El meridiano 30 este es una línea de longitud que se extiende desde el Polo Norte atravesando el océano Ártico, Europa, Turquía, África, el océano Índico, el océano Antártico y la Antártida hasta el Polo Sur.
El meridiano 30 este forma un gran círculo con el meridiano 150 oeste.

## De Polo a Polo
Comenzando en el Polo Norte y dirigiéndose hacia el Polo Sur, el meridiano atraviesa:
| Coordenadas                      | País, territorio o mar          | Notas                                                            |
| -------------------------------- | ------------------------------- | ---------------------------------------------------------------- |
| 90°0′N 30°0′E / 90.000, 30.000   | Océano Ártico                   | Mar de Barents                                                   |
| 80°9′N 30°0′E / 80.150, 30.000   | Mar de Barents                  | Pasando entre las islas de Kongsøya y Abeløya, Svalbard, Noruega |
| 70°42′N 30°0′E / 70.700, 30.000  | Noruega                         |                                                                  |
| 70°4′N 30°0′E / 70.067, 30.000   | Fiordo de Varanger              |                                                                  |
| 69°51′N 30°0′E / 69.850, 30.000  | Noruega                         |                                                                  |
| 69°25′N 30°0′E / 69.417, 30.000  | Rusia                           |                                                                  |
| 67°41′N 30°0′E / 67.683, 30.000  | Finlandia                       | Durante 8 km                                                     |
| 67°37′N 30°0′E / 67.617, 30.000  | Rusia                           |                                                                  |
| 66°0′N 30°0′E / 66.000, 30.000   | Finlandia                       |                                                                  |
| 65°41′N 30°0′E / 65.683, 30.000  | Rusia                           |                                                                  |
| 64°47′N 30°0′E / 64.783, 30.000  | Finlandia                       |                                                                  |
| 63°45′N 30°0′E / 63.750, 30.000  | Rusia                           | Durante 2 km                                                     |
| 63°44′N 30°0′E / 63.733, 30.000  | Finlandia                       |                                                                  |
| 61°45′N 30°0′E / 61.750, 30.000  | Rusia                           |                                                                  |
| 60°0′N 30°0′E / 60.000, 30.000   | Mar Báltico                     | Golfo de Finlandia                                               |
| 59°52′N 30°0′E / 59.867, 30.000  | Rusia                           |                                                                  |
| 55°51′N 30°0′E / 55.850, 30.000  | Bielorrusia                     |                                                                  |
| 51°29′N 30°0′E / 51.483, 30.000  | Ucrania                         |                                                                  |
| 46°30′N 30°0′E / 46.500, 30.000  | Moldavia                        | For about 12 km                                                  |
| 46°23′N 30°0′E / 46.383, 30.000  | Ucrania                         |                                                                  |
| 45°44′N 30°0′E / 45.733, 30.000  | Mar Negro                       |                                                                  |
| 41°8′N 30°0′E / 41.133, 30.000   | Turquía                         |                                                                  |
| 36°13′N 30°0′E / 36.217, 30.000  | Mar Mediterráneo                |                                                                  |
| 31°17′N 30°0′E / 31.283, 30.000  | Egipto                          |                                                                  |
| 22°0′N 30°0′E / 22.000, 30.000   | Sudán                           |                                                                  |
| 10°17′N 30°0′E / 10.283, 30.000  | Sudán del Sur                   |                                                                  |
| 4°13′N 30°0′E / 4.217, 30.000    | República Democrática del Congo |                                                                  |
| 0°51′N 30°0′E / 0.850, 30.000    | Uganda                          |                                                                  |
| 1°26′S 30°0′E / -1.433, 30.000   | Ruanda                          | Pasando junto al oeste de Kigali                                 |
| 2°21′S 30°0′E / -2.350, 30.000   | Burundi                         |                                                                  |
| 4°18′S 30°0′E / -4.300, 30.000   | Tanzania                        |                                                                  |
| 6°29′S 30°0′E / -6.483, 30.000   | Lago Tanganica                  |                                                                  |
| 7°8′S 30°0′E / -7.133, 30.000    | República Democrática del Congo |                                                                  |
| 8°19′S 30°0′E / -8.317, 30.000   | Zambia                          |                                                                  |
| 15°38′S 30°0′E / -15.633, 30.000 | Zimbabue                        |                                                                  |
| 22°13′S 30°0′E / -22.217, 30.000 | Sudáfrica                       | Limpopo, Mpumalanga, KwaZulu-Natal y Cabo Oriental               |
| 31°18′S 30°0′E / -31.300, 30.000 | Océano Índico                   |                                                                  |
| 60°0′S 30°0′E / -60.000, 30.000  | Océano Antártico                |                                                                  |
| 69°18′S 30°0′E / -69.300, 30.000 | Antártida                       | Tierra de la Reina Maud, reclamado por Noruega                   |